# Орден «Богдан-Засновник»
Орден «Богдан-Засновник» (рум. Bogdan Întemeietorul) — державна нагорода Республіки Молдова. Заснований 26 грудня 2008 року Законом Республіки Молдова № 314-XVI. Нагороду названо на честь засновника Молдовського князівства — Богдана I.

## Нагороджуються
- за видатні заслуги в розвитку і зміцненні державності Республіки Молдова;
- за значний внесок у справу національного відродження, зміцнення громадянського миру, досягнення єднання і злагоди в суспільстві, гармонізацію міжнаціональних відносин;
- за особливо плідну діяльність з підвищення міжнародного авторитету країни.

Орден «Bogdan Întemeietorul» виготовляється зі срібла і являє собою золотий лілейний хрест зі вставленим над кожним квітколожем фіанітом. Хрест накладено на срібну зірку, що складається з пучків повторюваних променів, упорядкованих в уявний квадрат зі злегка опуклими сторонами. На хресті розташований круглий медальйон із золотим рельєфним символічним кінним портретом господаря країни на червоному полі та з круговою легендою по краю на білій емалі між двома лінійними золотими колами із золотими великими літерами: вгорі — «Bogdan», внизу — «Întemeietorul»; сегменти напису розділені трьома фіанітами з кожної сторони по правому і лівому флангу. Діаметр ордена — 45 мм.
На зворотному боці ордена є пристосування для кріплення до одягу.